# Бисјер Нувел
Бисјер Нувел (фр. Bussière-Nouvelle) насеље је и општина у централној Француској у региону Лимузен, у департману Крез која припада префектури Обисон.
По подацима из 2011. године у општини је живело 110 становника, а густина насељености је износила 12,91 становника/km². Општина се простире на површини од 8,52 km². Налази се на средњој надморској висини од 616 метара (максималној 687 m, а минималној 571 m).

## Демографија
| 1962. | 1968. | 1975. | 1982. | 1990. | 1999. | 2011. |
| ----- | ----- | ----- | ----- | ----- | ----- | ----- |
| 146   | 165   | 141   | 130   | 113   | 105   | 110   |

График промене броја становника у току последњих година